# Partito Comunista Tedesco
Il Partito Comunista Tedesco (in tedesco Deutsche Kommunistische Partei, DKP) è stato fondato nella Germania Ovest il 26 settembre 1968 per riempire il vuoto creato con la scomparsa del Partito Comunista di Germania, bandito dalla Corte costituzionale federale nel 1956 e nel 1957 dalla Commissione Europea dei Diritti dell'Uomo nel caso storico Partito Comunista di Germania contro la Repubblica Federale di Germania.
Il partito è rimasto relativamente piccolo, e non ha mai conquistato più dello 0,3% dei voti totali nelle elezioni federali. Molti membri del DKP hanno lasciato il partito dopo la riunificazione della Germania e per unirsi al nuovo Partito del Socialismo Democratico (PDS), discendente del Partito Socialista Unificato della Germania Est.
Nelle elezioni federali del 2005 il DKP ha sostenuto Die Linke, successore del PDS. Nelle elezioni federali del 24 settembre 2017 il DKP ha riportato 11.713 voti corrispondenti allo 0,03% dei voti totali. In precedenza, dalla fine degli anni 80, il DKP non si era più presentato alle elezioni al Bundestag. Il partito possiede un settimanale, Unsere Zeit.